# Alberto Juantorena
Alberto Juantorena Danger (Santiago de Cuba, 1950. december 3. –) kubai atléta, futó. Ő volt az első olyan atléta, aki elnyerte a 400 és a 800 méter olimpiai bajnoki címét is.

## Pályafutása
Juantorena eleinte kosárlabdázó volt, amíg a lengyel futóedző, Zygmunt Zabierzowski fel nem fedezte őt. Egy évvel később, 1972-ben 400 méteren elődöntőbe jutott a müncheni olimpián. 1973-tól még ismertebbé vált, amikor megnyerte az universiadét, majd 1975-ben a pánamerikai játékokon második helyen végzett. A 800 méteres futást csak 1976-tól vette komolyan. A montréali olimpia döntőjében a versenyt szinte végig vezetve, világcsúccsal (1:43,50) győzött. Három nappal később 400 méteren szintén olimpiai bajnok lett. Ugyanezen az olimpián a 4 × 400 méteres váltóban hetedik helyen végzett. 1977-ben Düsseldorfban világkupát nyert mindkét számában. A moszkvai olimpián nem sikerült megvédeni aranyérmeit. Csak 400 méteren indult, és negyedik helyen végzett. Utolsó nagy nemzetközi versenye az 1983-as világbajnokság volt, de a selejtezőből továbbjutva lábtörés miatt nem tudta folytatni a versenyt.
Juantorena később kubai sportminiszter-helyettes lett.

## Fordítás
Ez a szócikk részben vagy egészben  az   Alberto Juantorena című angol Wikipédia-szócikk fordításán alapul.  Az eredeti cikk szerkesztőit annak laptörténete sorolja fel. Ez a jelzés csupán a megfogalmazás eredetét és a szerzői jogokat jelzi, nem szolgál a cikkben szereplő információk forrásmegjelöléseként.